# James Sedin
James Sedin, född 25 juni 1930 i Saint Paul, Minnesota, död 23 februari 2021 i Ketchum, Idaho, var en amerikansk ishockeyspelare. Sedin blev olympisk silvermedaljör i ishockey vid vinterspelen 1952 i Oslo.